# Tennistoernooi van Bangkok
|                                                          |  |                                                    |
| Flavia Pennetta, titelhoudster sinds 2007 bij de vrouwen |  | Milos Raonic, titelhouder sinds 2013 bij de mannen |

Het tennistoernooi van Bangkok was een jaarlijks terugkerend toernooi dat werd gespeeld op de hardcourtbanen van het Rama Gardens Hotel (vrouwen) respectievelijk de Impact Arena (mannen), in de Thaise hoofdstad Bangkok. De officiële naam van het toernooi was Thailand Open.
Het toernooi bestond uit twee delen:
- WTA-toernooi van Bangkok, het toernooi voor de vrouwen (2005–2007)
- ATP-toernooi van Bangkok, het toernooi voor de mannen (2003–2013)